# أغنية خيرية
أغنية خيرية (الإنجليزية: charity record أو charity single ؛الفرنسية: chanson caritative) هي أغنية يؤديها فنان أو مجموعة فنانين بغرض جمع تبرعات مالية خدمة لقضية خيرية تهم الإنسانية. فهي تمكن الفنانين بٱستغلال شهرتهم الإعلامية من المساهمة في الأعمال الخيرية بجذب انتباه الإعلام والجماهير.
سنة 1971 قام عضو فريق البيتلز السابق جورج هاريسون بتسجيل أغنية «بنغلاديش (أغنية 1971)» كأول أغنية خيرية للمساعدة في تكثيف جهود صندوق إغاثة سكان بنغلاديش أعقاب إعصار بولا 1970 وحرب تحرير بنغلاديش. تم التبرع بالأموال التي تم جمعها من الأغنية وكل مساهمات وتبرعات حفل هاريسون الخيري الذي عقد بماديسون سكوير جاردن في نيويورك بشاركة عدد من نجوم الغناء الذين وقعوا على لوحات وروسومات فنية لبيعها (وهو الأول من نوعه) وكواليس تسجيل الألبوم والحفل المباشر إلى منظمة اليونيسيف الدولية.

## قائمة الأغاني الخيرية الفردية البارزة

### 1970
| تاريخ الإصدار | عنوان                                                       | الفنانين                             | القضية الخيرية / السبب                                                                        | ترتيبها حسب الدول في قائمة ترتيب الأغاني العالمية                                  |
| ------------- | ----------------------------------------------------------- | ------------------------------------ | --------------------------------------------------------------------------------------------- | ---------------------------------------------------------------------------------- |
| يوليو 1971    | " بنغلاديش (أغنية 1971) " (Bangla Desh)                     | جورج هاريسون                         | جمع التبرعات لصندوق اليونيسيف لأجل لاجئي البنغلاديش                                           | 10 (الولايات المتحدة)، 23 (المملكة المتحدة)، 2 (سويسرا) و 3 (النرويج) و 7 (هولندا) |
| فبراير 1975   | "سانتا لم يصل إلى داروين" (Santa Never Made It Into Darwin) | بيل وبويد                            | إعادة إعمار داروين بعد إعصار تريسي المدمر (Rebuilding Darwin after Cyclone Tracy devastation) | 1 (أستراليا)                                                                       |
| ديسمبر 1976   | "سي سي بويدي" (Si Se Puede)                                 | لوس لوبوس، إرسيي، راؤول بي. برامبيلا | "عمال مزارع الولايات المتحدة" (United Farm Workers)                                           |                                                                                    |
| ديسمبر 1977   | "Mull of Kintyre"                                           | Wings                                | الطفل الإثيوبي (Ethiopian Child)                                                              |                                                                                    |
| يوليو 1979    | "لا أحب الاثنين" (I Don't Like Mondays)                     | Boomtown Rats                        | Grover Cleveland Elementary School Shooting                                                   | 1 (المملكة المتحدة)                                                                |

## وصلات داخلية
- ماذا يمكن أن أعطي أكثر (أغنية)
- نحن العالم (أغنية)
- وايفين فلاغ (أغنية)

## وصلات خارجية
- «بـكرة».. أغنـية خيرية بأصوات نجوم عرب
- أغنية خيرية عربية ينتجها المنتج العالمي «كوينسي جونز»
- 23 فنانا بينهم مادونا وشاكيرا في أغنية خيرية
- سامى يوسف يستعد لتقديم أغنية خيرية بالتعاون مع برنامج الغذاء العالمي[وصلة مكسورة]